# Новоукраинка (Винницкая область)
Новоукра́инка (укр. Новоукраїнка) — село на Украине, находится в Чечельницком районе Винницкой области.
Население по переписи 2001 года составляет 11 человек. Почтовый индекс — 24824. Телефонный код — 4351.
Занимает площадь 5,1 км².

## Адрес местного совета
Винницкая область, Чечельницкий район, с. Червоная Гребля, ул. Кирова, 6, тел. 2-66-19